# The Island of Desire
The Island of Desire er en amerikansk stumfilm fra 1917 af Otis Turner.

## Medvirkende
- George Walsh som Bruce Chalmers.
- Patricia Palmer som Leila Denham.
- Anna Luther som Miss Needham.
- Herschel Mayall som Henry Sayres
- William Burgess som Tuan Yuck.